# ویلیس موتورز
ویلیس موتورز (انگلیسی: Willys) شرکت خودروسازی آمریکایی بود، که در سال ۱۹۰۸ توسط جان ویلیس در شهر تولیدو، اوهایو تأسیس شد. این شرکت نخستین سازنده خودروهای جنگی در کلاس جیپ بود. این شرکت همچنین اتومبیل‌های شهری تحت عنوان ویلیس ام‌بی و جیپ سی‌جی را نیز تولید می‌نمود. شرکت ویلیس موتورز در سال ۱۹۶۳ در پی ادغام با شرکت کایزر جیپ منحل شد.